# شنا در مسابقات جهانی ورزش‌های آبی ۱۹۹۱
شنا یکی از رشته‌های ورزشی مسابقات جهانی ورزش‌های آبی ۱۹۹۱ بوده است.

## جدول مدال‌ها
میزبان 
| رتبه  | کشور                | طلا | نقره | برنز | مجموع |
| ۱     | ایالات متحده آمریکا | ۱۳  | ۷    | ۳    | ۲۳    |
| ۲     | مجارستان            | ۵   | ۲    | ۱    | ۸     |
| ۳     | آلمان               | ۴   | ۹    | ۷    | ۲۰    |
| ۴     | چین                 | ۴   | ۱    | ۱    | ۶     |
| ۵     | استرالیا            | ۲   | ۵    | ۱    | ۸     |
| ۶     | اتحاد جماهیر شوروی  | ۱   | ۱    | ۵    | ۷     |
| ۷     | ایتالیا             | ۱   | ۱    | ۴    | ۶     |
| ۸     | اسپانیا             | ۱   | ۰    | ۱    | ۲     |
| ۹     | سورینام             | ۱   | ۰    | ۰    | ۱     |
| ۱۰    | فرانسه              | ۰   | ۲    | ۱    | ۳     |
| ۱۱    | بریتانیای کبیر      | ۰   | ۱    | ۱    | ۲     |
| ۱۱    | ژاپن                | ۰   | ۱    | ۱    | ۲     |
| ۱۱    | هلند                | ۰   | ۱    | ۱    | ۲     |
| ۱۴    | کانادا              | ۰   | ۱    | ۰    | ۱     |
| ۱۴    | سوئد                | ۰   | ۱    | ۰    | ۱     |
| ۱۶    | دانمارک             | ۰   | ۰    | ۲    | ۲     |
| ۱۶    | لهستان              | ۰   | ۰    | ۲    | ۲     |
| مجموع | مجموع               | ۳۲  | ۳۳   | ۳۱   | ۹۶    |